# Nikolaos Georgantas
Nikolaos P. Georgantas (in greco Νικόλαος Π. Γεωργαντάς?; Steno, 12 marzo 1880 – Atene, 23 novembre 1958) è stato un discobolo, pesista e tiratore di fune greco.

## Biografia
Ha partecipato ai giochi olimpici di St. Louis del 1904, dove ha gareggiato nelle gare di atletica del lancio del disco, vincendo la medaglia di bronzo. Nella stessa edizione ha partecipato alla gara di tiro alla fune con la squadra del Panellinios Gymnastikos Syllogos, che si è piazzata al quinto posto, a pari merito con la squadra boera. Ha partecipato anche alla gara del getto del peso.
Nella edizione dei Giochi olimpici intermedi di Atene del 1906 ha partecipato alla gara di atletica del lancio della pietra, vincendo una medaglia d'oro, del lancio del disco, anche in stile greco, vincendo due medaglie d'argento.
Nella successiva edizione di Londra del 1908 ha partecipato alle gare di atletica del getto del peso, del lancio del disco e del tiro del giavellotto.

## Palmarès
In carriera ha conseguito i seguenti risultati:
- Giochi olimpici

St. Louis 1904: bronzo nel lancio del disco.
Atene 1906: oro nel lancio della pietra, argento nel lancio del disco e nel lancio del disco stile greco.